# Campeonato de Fórmula Truck de 2005
O Campeonato de Fórmula Truck de 2005 foi a décima primeira edição do campeonato organizado pela Fórmula Truck no Brasil durante o ano de 2005, com provas originalmente programadas para nove autódromos em sete estados do país.
O campeão de 2005 foi o piloto paranaense Wellington Cirino da equipe ABF Mercedes-Benz, mesmo tendo participado de três corridas a menos em virtude de um acidente. Wellington se tornou o primeiro tricampeão da categoria.
A temporada acabou marcada pelo grave acidente na largada da etapa de Campo Grande - MS que levou ao cancelamento da prova.

## Pilotos e equipes
| Equipe                                    | Marca         | Nº  | Piloto (s)             | Etapa(s) |
| ----------------------------------------- | ------------- | --- | ---------------------- | -------- |
| ABF Mercedes-Benz                         | Mercedes-Benz | 3   | Geraldo Piquet         | 1-4, 9   |
| ABF Mercedes-Benz                         | Mercedes-Benz | 3   | Heber Borlenghi        | 5–6      |
| ABF Mercedes-Benz                         | Mercedes-Benz | 6   | Wellington Cirino      | 1-5, 8-9 |
| ABF Pacaembu Team ABF Mercalf Competições | Mercedes-Benz | 10  | Vignaldo Fizio         | Todas    |
| ABF Pacaembu Team ABF Mercalf Competições | Mercedes-Benz | 21  | José Cangueiro         | Todas    |
| ABF Volvo                                 | Volvo         | 5   | Fabiano Brito          | Todas    |
| Boessio Competições                       | Iveco         | 77  | Adilson Cajurú         | 3-5, 8-9 |
| Clay Truck                                | Scania        | 14  | João Maistro           | Todas    |
| DB Race Truck                             | Volvo         | 11  | Diumar Bueno           | Todas    |
| DF Motorsport                             | Ford          | 1   | Beto Monteiro          | Todas    |
| DF Motorsport                             | Ford          | 51  | José Maria Reis        | 1-6, 8-9 |
| DF Motorsport                             | Ford          | 71  | Daniel Gianfratti      | Todas    |
| DF Motorsport                             | Ford          | 72  | Djalma Fogaça          | Todas    |
| Fleck Motorsport                          | Volvo         | 12  | Jorge Fleck            | 1-2      |
| Forza Motorsport                          | Iveco         | 19  | Fabiano Sperafico      | 1        |
| Londrina Truck Racing                     | Ford          | 2   | "Mad Macarrão"         | Todas    |
| Londrina Truck Racing                     | Ford          | 73  | Leandro Totti          | Todas    |
| Marinelli Competições                     | Scania        | 50  | Fred Marinelli         | Todas    |
| Muffato Motorsport                        | Scania        | 20  | Pedro Muffato          | 2-9      |
| RM Competições                            | Volkswagen    | 7   | Débora Rodrigues       | Todas    |
| RM Competições                            | Volkswagen    | 8   | Jonatas Borlenghi      | Todas    |
| RM Competições                            | Volkswagen    | 9   | Renato Martins         | Todas    |
| RM Competições                            | Volkswagen    | 17  | Beto Napolitano        | Todas    |
| Roberval Motorsport                       | Scania        | 360 | Felipe Giaffone        | 2-3, 5-9 |
| Roberval Motorsport                       | Scania        | 420 | Roberval Andrade       | Todas    |
| RTT2                                      | Volvo         | 80  | Vinicius Ramires       | 3-9      |
| TRG                                       | Volvo         | 5   | Herberto Heinen        | 1-6, 8-9 |
| TRG                                       | Volvo         | 5   | Tiago Grison           | 7        |
| Zappellini Racing                         | Volkswagen    | 22  | Luiz Carlos Zappellini | Todas    |

## Calendário
| Data           | Estado             | Cidade       | Circuito                                        | Vencedor               |
| -------------- | ------------------ | ------------ | ----------------------------------------------- | ---------------------- |
| 13 de Março    | Pernambuco         | Caruaru      | Autódromo Internacional Ayrton Senna (Caruaru)  | Beto Napolitano        |
| 10 de Abril    | Goiás              | Goiânia      | Autódromo Internacional Ayrton Senna (Goiânia)  | Wellington Cirino      |
| 15 de Maio     | São Paulo          | São Paulo    | Autódromo de Interlagos                         | Leandro Totti          |
| 5 de Junho     | Rio Grande do Sul  | Guaporé      | Autódromo Internacional de Guaporé              | Wellington Cirino      |
| 10 de Julho    | Paraná             | Londrina     | Autódromo Internacional Ayrton Senna (Londrina) | Roberval Andrade       |
| 7 de Agosto    | Mato Grosso do Sul | Campo Grande | Autódromo Internacional Orlando Moura           | Etapa cancelada        |
| 18 de Setembro | Paraná             | Pinhais      | Autódromo Internacional de Curitiba             | Luiz Carlos Zappellini |
| 6 de Novembro  | Rio Grande do Sul  | Viamão       | Autódromo Internacional de Tarumã               | Roberval Andrade       |
| 11 de Dezembro | Distrito Federal   | Brasília     | Autódromo Internacional Nelson Piquet           | Roberval Andrade       |